# کادموس ملطی
کادموسِ مَلَطی (به انگلیسی: Cademus of Miletus) دانشمند یونان باستان که در حوالی نیمهٴ قرن ششم پیش از میلاد برآمد. او قدیم‌ترین مورخی است که درباره‌اش اطلاعات محدودی داریم. تاریخی راجع به اساس مَلَطیّه و همهٔ ایونیه در چهار کتاب به او منسوب است. او در شگفت بود که چه چیزی موجب طغیان‌های ادواریِ نیل می‌شود.